# William Sturgeon
William Sturgeon (22 de mayo de 1783 - 4 de diciembre de 1850) fue un físico e inventor británico, que construyó en 1825 el primer electroimán e ideó el primer motor eléctrico práctico.

## Semblanza

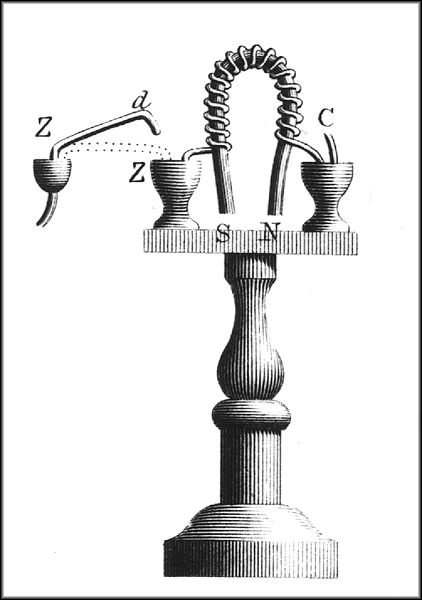
El primer electroimán artificial, inventado por Sturgeon en el año 1824. Dibujo original de su documento de 1824 enviado a la Real Sociedad Británica de las Artes, Manufacturas y Comercio. El imán se fabricó con 18 vueltas de alambre de cobre desnudo (el cable con aislamiento aún no había sido inventado).

Sturgeon nació en Whittington, cerca de Carnforth, en Lancashire, donde fue aprendiz de zapatero. Se unió al ejército en 1802 y se dedicó a la enseñanza de matemáticas y física. En 1824 se convirtió en profesor de Ciencia y Filosofía en el Seminario Militar de la Compañía de las Indias en Addiscombe, Surrey.
Al año siguiente presentó su primer electroimán: un trozo de hierro con forma de herradura envuelto por una bobina enrollada sobre sí misma. Demostró su potencia levantando 4 kg con un trozo de hierro de 200 g envuelto en cables por los que hizo circular la corriente de una batería. Sturgeon podía regular su electroimán, lo que supuso el principio del uso de la energía eléctrica en máquinas útiles y controlables, estableciendo los cimientos para las comunicaciones electrónicas a gran escala. Este dispositivo condujo a la invención del telégrafo, el motor eléctrico, y muchos otros dispositivos básicos de la tecnología moderna. En 1832 inventó el conmutador para motores eléctricos.